# Largo dos Leões

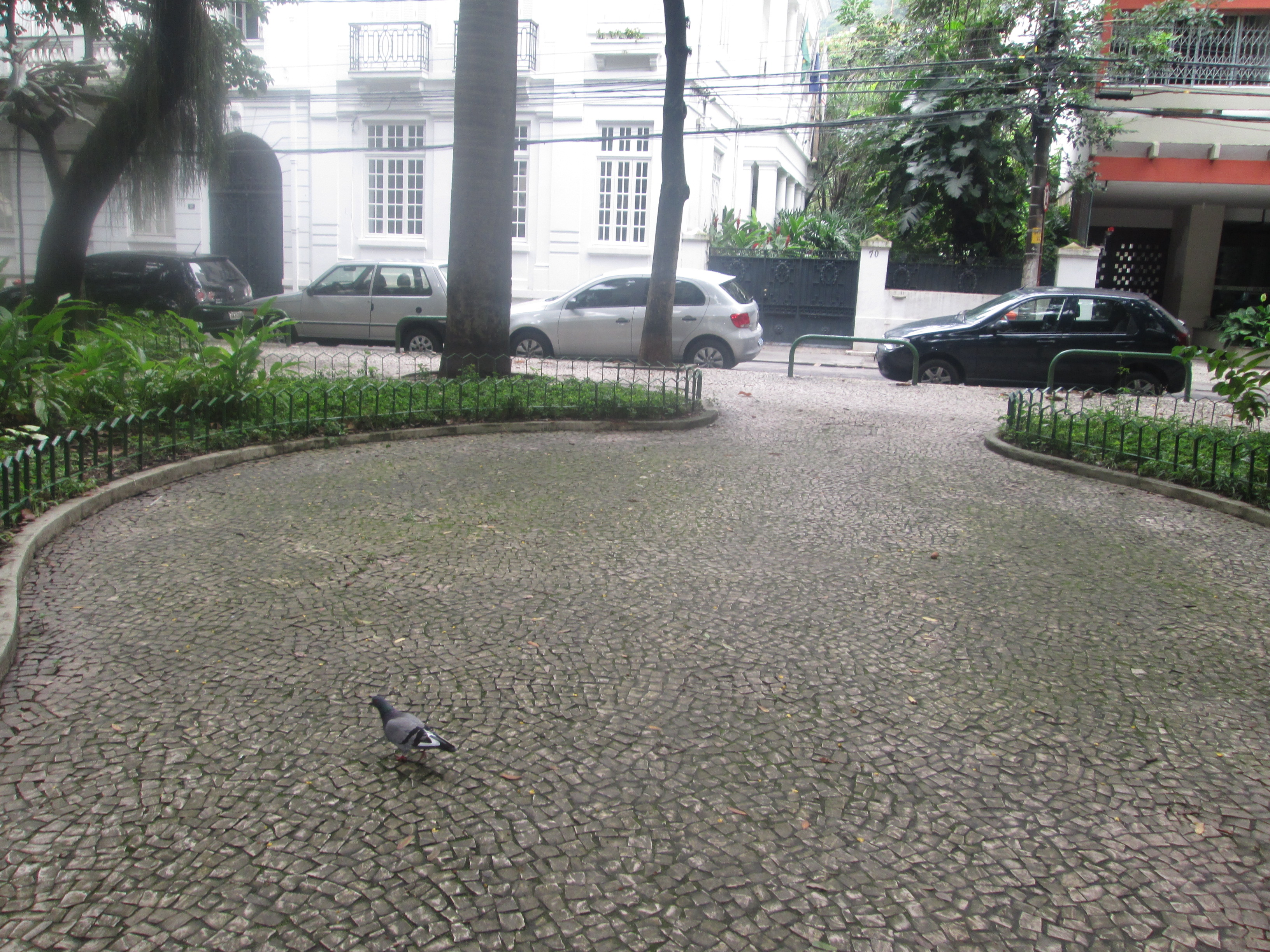
Calçamento do Largo dos Leões, em 2013.

O Largo dos Leões é um largo situado no bairro do Humaitá, na Zona Sul da cidade do Rio de Janeiro. Localiza-se no início da Rua Humaitá, sendo um alargamento desta. Seu entorno é uma pequena área residencial que conta com algumas lojas de comércio de rua.
O largo, feito a pedido do fazendeiro português Joaquim Marques Batista de Leão, foi inaugurado em 1826. No ano de 1908, um grupo de adolescentes fundou, em um casarão situado no largo, o Electro Club, que dias depois se tornaria Botafogo Football Club e, 38 anos depois, Botafogo de Futebol e Regatas.
Em 2011, a banda Forfun lançou o seu terceiro álbum, Alegria Compartilhada. Na faixa 8, "Largo dos Leões", a banda, além de citar diversos blocos de rua da cidade do Rio de Janeiro, faz uma homenagem ao largo.
O logradouro recebeu o nome Largo dos Leões pois haviam duas estátuas de leões na entrada da antiga chácara de Joaquim Marques Batista de Leão, fundador do largo.